# Худий Грабен
Худий Грабен (словен. Hudi Graben) — поселення в общині Тржич, Горенський регіон, Словенія. Висота над рівнем моря: 669,9 м.